# Rouïba (distrito)
Rouïba é um distrito localizado na província de Argel, no norte da Argélia.[carece de fontes?]

## Municípios
O distrito está dividido em três municípios:
- Rouïba
- Reghaïa
- H'raoua